# Jean Maroger
Pour les articles homonymes, voir Maroger.
Jean Maroger est un homme politique français né le 10 octobre 1881 à Nîmes (Gard) et décédé le 24 mai 1956 à Rodez (Aveyron).

## Biographie
Polytechnicien, ingénieur des ponts et chaussées, Jean Maroger commence une carrière de dirigeant de sociétés dans le secteur de l'énergie et de l'industrie. Il a notamment été administrateur du comité des Forges, président de la chambre syndicale des forces hydrauliques et du conseil supérieur des Travaux publics.
Maire de Camarès et conseiller général de l'Aveyron, il est élu sénateur de l'Aveyron en 1939. Il vote les pleins pouvoirs au Maréchal Pétain le 10 juillet 1940, mais peut reprendre sa carrière politique en 1945 où il retrouve ses mandats de maire et de conseiller général. Il est réélu sénateur en 1948 et reste en poste jusqu'à son décès. Il siège également à l'Assemblée commune de la Communauté européenne du charbon et de l'acier dès 1952.

## Sources
- « Jean Maroger », dans le Dictionnaire des parlementaires français (1889-1940), sous la direction de Jean Jolly, PUF, 1960 [détail de l’édition]